# Mickey Storey
Mickey Storey (né le 16 mars 1986 à Boca Raton, Floride, États-Unis) est un lanceur droitier de baseball qui évolue dans les Ligues majeures pour les Astros de Houston en 2012 et les Blue Jays de Toronto en 2013.

## Carrière
Mickey Storey est repêché à deux reprises. Alors qu'il joue pour les Owls de la Florida Atlantic University, il est sélectionné par les Twins du Minnesota au 22e tour de sélection en 2007 mais ne signe pas avec le club. Il retourne chez les Owls et est mis l'année suivante sous contrat par les Athletics d'Oakland, qui le réclament au 31e tour du repêchage amateur. Storey débute en 2008 sa carrière professionnelle dans les ligues mineures puis est échangé aux Astros de Houston le 30 juin 2011.
Storey fait ses débuts dans le baseball majeur avec Houston le 3 août 2012 comme lanceur de relève. Il dispute 26 matchs pour les Astros comme releveur en 2012 et maintient une moyenne de points mérités de 3,86 avec 34 retraits sur des prises en 30 manches et un tiers lancées. Sa seule décision de l'année est une défaite. Le 20 novembre, il est réclamé au ballottage par les Yankees de New York, mais les Astros ont tôt fait de le récupérer via le repêchage de règle 5 le 6 décembre suivant. Le 19 décembre, les Blue Jays de Toronto le réclament des Astros au ballottage. Il lance 4 manches en 3 matchs pour les Jays en 2013.